# 폰 섹스

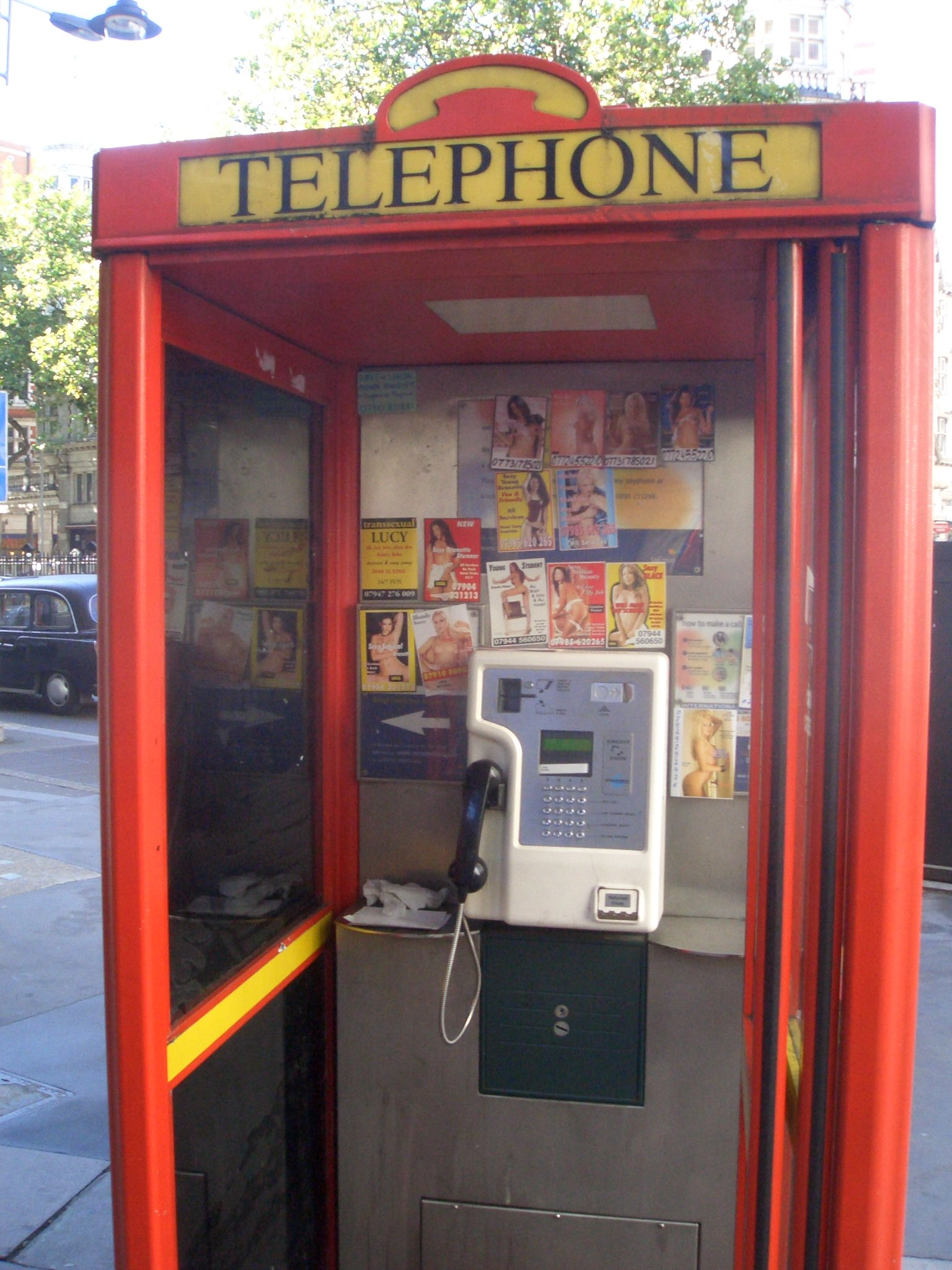
영국에서 인터넷이 보급되기 전 흔했던 공중전화 부스에 게시된 성 서비스 광고

폰 섹스(영어: Phone sex)는 2명 이상의 사람이 전화를 통해 성적으로 노골적인 대화를 나누며, 1명 이상의 참가자에게 성적 각성을 유발하려는 목적을 가지는 행위이다. 20세기 후반에는 요금을 받고 전화 성 노동자와 성적인 대화를 제공하는 사업이 등장하였다.
폰 섹스는 각 당사자가 가상 섹스를 상상하기 때문에 모두의 상상력을 필요로 한다. 성적으로 노골적인 대화는 둘 이상의 사람이 전화를 통해 이루어지며, 특히 참여자 중 적어도 한 명이 자위하거나 성적 환상에 몰두하는 경우에 해당한다.

## 물리적 친밀성을 대체하는 역할
폰 섹스는 참여자들 간의 신체적 접촉을 포함하지 않는다. 커플들은 거리가 멀어 신체적 친밀성이 불가능할 때 폰 섹스를 선택할 수 있다.
폰 섹스에 참여한 사람들 간에 감정적인 친밀감이 형성될 가능성이 있기 때문에, 헌신적인 인간관계 외의 다른 사람이 관련될 경우 폰 섹스를 부정으로 간주해야 하는지에 대한 논란이 있다. 그럼에도 불구하고 폰 섹스는 직접적인 성적 서비스나 신체적 상호작용에 돈이 교환되는 성매매와 혼동해서는 안 된다.

## 사업으로서의 폰 섹스

### 운영
원래 분당 요금은 전화 회사에서 제공했다. 미국에서는 976번과 나중에 900번 프리미엄 요금 번호를 사용하여 이 청구가 용이해졌다. 일부 서비스는 발신자를 자극했지만 오르가슴에 이르지 못하게 하여 발신자가 더 많은 돈을 쓰도록 했다. 이 전술은 일부 제공 업체에서 여전히 사용되고 있다. 고객을 통화에 유지하여 돈을 버는 대신, 발신자를 빠르게 오르가슴으로 이끌어 제공자가 다음 통화로 빠르게 넘어갈 수 있도록 하여 더 많은 돈을 벌었다. 사용하지 않은 통화 시간은 고객이 다시 전화하는 경우 거의 사용할 수 없었다.

#### 미국
1980년대 말까지 미국 내 거의 모든 주요 지역 전화 회사들과 주요 장거리 통신사들은 폰 섹스 사업에 적극적으로 참여했다. 전화 회사들은 폰 섹스 회사를 위한 청구 서비스를 제공했다. 전화 회사들은 채팅 라인 요금을 고객의 지역 전화 요금 청구서에 포함시켰다. 고객이 요금에 이의를 제기하면 전화 회사는 일반적으로 요금을 환불해 주지만, 발신자가 다른 폰 섹스 라인으로 전화하는 것을 차단했다. 1988년, 정보 산업 회보에 따르면 미국 폰 섹스 산업은 연간 약 5,400만 달러의 수익을 창출한 것으로 추정되었다. 1990년대부터 2000년대까지 아메리칸 텔넷은 미국에서 가장 큰 폰 섹스 회사 중 하나였다.
2002년 폰 섹스의 수익은 연간 10억 달러로 추정되었다. 2007년 워싱턴 책임과 윤리를 위한 시민단체는 폰 섹스가 미국 전화 회사들에게 연간 약 5억 달러의 수익을 안겨주었다고 추정했다.

#### 영국
폰 섹스 라인은 1980년대 영국에서 프리미엄 요금 전화번호를 사용하여 성적인 콘텐츠를 가진 성인 서비스를 제공하기 시작하였다. 영국 내 폰 섹스 시장은 포르노 잡지 시장과 밀접하게 연관되어 있으며, 이러한 서비스 광고는 종종 잡지 수익의 중요한 요소를 차지한다. 일부 잡지에서는 페이지 길이의 4분의 1까지 이러한 광고에 할애되었다. 폰 섹스 라인에서 다루는 성적인 주제에는 영국의 음란물 법률 때문에 잡지에 그래픽으로 표시할 수 없는 변태적인 성적 행위도 포함되었다.
2009년 듀렉스의 설문 조사에 따르면 영국 인구 중 45%가 폰 섹스 라인을 이용한 적이 있었다. 대부분의 폰 섹스 종사자들은 대중 매체 광고가 광범위하게 금지되었기 때문에 입소문이나 인터넷을 통해 모집되었다. BBC가 의뢰한 조사에 따르면 2013년에는 2011년보다 두 배 많은 대학생이 폰 섹스 라인에서 일했다.

## 같이 보기
- 사이버섹스
- 전화외설증
- 섹스팅